# Caponia karrooica
Caponia karrooica là một loài nhện trong họ Caponiidae.
Loài này thuộc chi Caponia. Caponia karrooica được William Frederick Purcell miêu tả năm 1904.